# Roland Steinacker

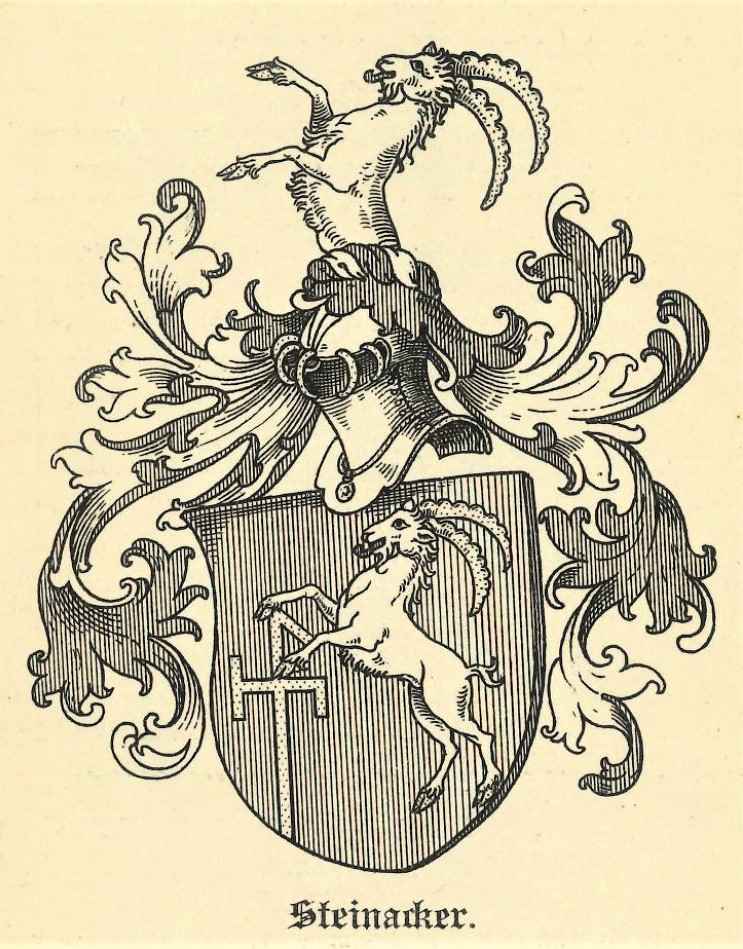
Wappen der Familie Steinacker

Roland Steinacker (* 29. September 1870 in Pest, Österreich-Ungarn; † 14. Juni 1962 in Stuttgart-Bad Cannstatt) war ein evangelischer Pfarrer, Professor der Theologie und deutscher Politiker (KdP).

## Leben
Roland Steinacker wurde als Sohn des deutsch-ungarischen Politikers (Abgeordneter des Ungarischen Reichstages) und Publizisten Edmund Steinacker (* 23. August 1839 in Debreczin, † 19. März 1929 in Klosterneuburg) und dessen Ehefrau Auguste, geb. Glatz am 29. September 1870 in Pest geboren. Nach dem Besuch der Elementarschule studierte er in Budapest (Ungarisch-protestantisches Gymnasium), Jena (1884 bis 1888, Gymnasium Carolo-Alexandrinum), Preßburg (1889 bis 1891 und 1893 bis 1895, Evangelische Theologische Akademie). An der Friedrich-Alexander-Universität in Erlangen (1891–1893), promovierte er zum Dr. theol. Nach seinem Studium wirkte er zuerst in den Jahren 1895 und 1896 als Kaplan und Katechet in Maisbrünn (ung. Mezőberény) in Komitat Békes und danach in Modern (1896 bis 1903). Danach wurde er zum Pfarrer in Schwedler (1903 bis 1912) und später in Kaltenstein in Burgenland (1912 bis 1921) ernannt. In den Jahren 1919/1920 trat er für eine Autonomie 'Westungarns' (des späteren Burgenlandes) im Rahmen Ungarns ein.
Im Jahre 1906 heiratete Roland Steinacker Luise Wilhelmine Hollerung, die Tochter des evangelischen Seniors Karl Hollerung. Aus der Ehe gingen zwei Töchter (Gertrud und Hilde) und der Sohn Ruprecht (* 30. August 1914 in Kaltenstein) hervor. Der Sohn studierte Deutsch an der Universität Prag und wurde ein bekannter Publizist.
Im Jahre 1921 wurde Steinacker als Professor an die Theologische Hochschule in Preßburg berufen. Er beteiligte sich aktiv am Gemeindeleben der Preßburger Deutschen Evangelischen Kirchengemeinde A.B. und war Betreuer des deutschen Pfarrernachwuchses. Er gehörte auch zu den führenden Mitarbeitern des Deutschen Kultur- und Theaterverbandes in Preßburg. Roland Steinacker war ein konservativer Lutheraner und bewusster Deutscher, sein Wahlspruch lautete: Genus fidemque servabo („Meinem Stamm/Volk und meinem Glauben bleibe ich treu!“). Diese seine Haltung führte dazu, dass er 1934 bei der Eingliederung der Preßburger Evangelischen Theologischen Akademie als Fakultät in die Comenius-Universität vom tschechoslowakischen Staat, als Professor nicht übernommen wurde. Mit 64 Jahren stand er ohne Altersversorgung da. Es dauerte vier Jahre, bis er seine Pension geregelt wurde.
Zusammen mit Franz Karmasin, Samuel Frühwirth und Karl Manouschek war er 1927 Mitbegründer der Karpatendeutschen Volksgemeinschaft, die 1929 in Karpatendeutsche Partei (KdP) umbenannt wurde. Mit dieser Partei sollten die kulturellen Belange der Deutschen in der Slowakei und der Karpatoukraine innerhalb des tschechoslowakischen Staates vertreten werden. Der zunächst bürgerlich-christlichen Karpatendeutschen Partei stand Steinacker bis 1933 vor, gab dann aber den Vorsitz ab, da er erkannte, dass sich die Partei seit dem Beginn der Zusammenarbeit mit der Sudetendeutschen Partei in NS-Richtung entwickelte und dies nicht mittragen wollte.
Im Jahre 1929 war er der Mitgründer der in Reichenberg erschienenen Zeitschrift Karpathenland.
Roland Steinacker war auch an der Schaffung einer selbständigen Deutschen Evangelischen Kirche A.B. in der Slowakei beteiligt.
Als Deutscher war auch Roland Steinacker von den Sanktionen der nach dem Zweiten Weltkrieg restaurierten Tschecho-Slowakei betroffen. Die Ankündigungen im Kaschaer Regierungsprogramm vom 5. April 1945 sowie die Beneš-Dekrete bezogen sich auch auf ihn. Seiner Heimat verlustig flüchtete er nach Österreich und kam in das Diakonissenmutterhaus Gallneukirchen in Oberösterreich. Später wurde er auch aus Österreich ausgewiesen und ließ sich in Bad Cannstatt nieder.
Roland Steinacker war bis ins hohe Alter publizistisch tätig und er betreute seine vertriebenen karpatendeutschen Landsleute in der Bundesrepublik Deutschland. In der Karpatendeutschen Landsmannschaft Slowakei arbeitete er ehrenamtlich mit. Zwischen 1957 und 1959 war er Präsident der Deutsch-Slowakischen Gesellschaft. Für sein außerordentliches Engagement wurde ihm anlässlich seines 85-jährigen Geburtstages im Jahre 1955 das Bundesverdienstkreuz am Bande verliehen.
Im hohen Alter von 92 Jahren wurde Roland Steinacker Opfer eines Verkehrsunfalls und starb am 14. Juni 1962 in Bad Cannstatt.
Von Roland Steinacker stammen zahlreiche Publikationen, eine der Bekanntesten ist die Schrift 350 Jahre Evangelische Kirche in Preßburg (im Jahr 1956 herausgegeben vom 'Hilfskomitee für die Evang.-Luth. Slowakeideutschen' in Stuttgart). Sein Koautor war Pfarrer Desider Alexy.
Roland Steinackers Bruder war der Historiker Harold Steinacker (* 26. Mai 1875, † 29. Januar 1965).

## Ehrungen
- 1937 Silberne Medaille des Deutschen Auslandinstitutes, Stuttgart
- 1943 Prinz-Eugen-Preis
- 1955 Bundesverdienstkreuz am Bande
- 1960 Adam-Müller-Guttenbrunn-Plakette